# Patty Murray
Patty Murray (Bothell, 1950. október 11. –) az Amerikai Egyesült Államok Washington államának szenátora.